# Вила-Камполаста (Болцано)
Вила-Камполаста (итал. Villa-Campolasta) је насеље у Италији у округу Болцано, региону Трентино-Јужни Тирол.
Према процени из 2011. у насељу је живело 910 становника. Насеље се налази на надморској висини од 1018 м.